# カール・マルティン・ラインターラー
カール・マルティン・ラインターラー（Carl Martin Reinthaler 1822年10月13日 - 1896年2月13日）は、ドイツのオルガニスト、指揮者、作曲家。

## 生涯

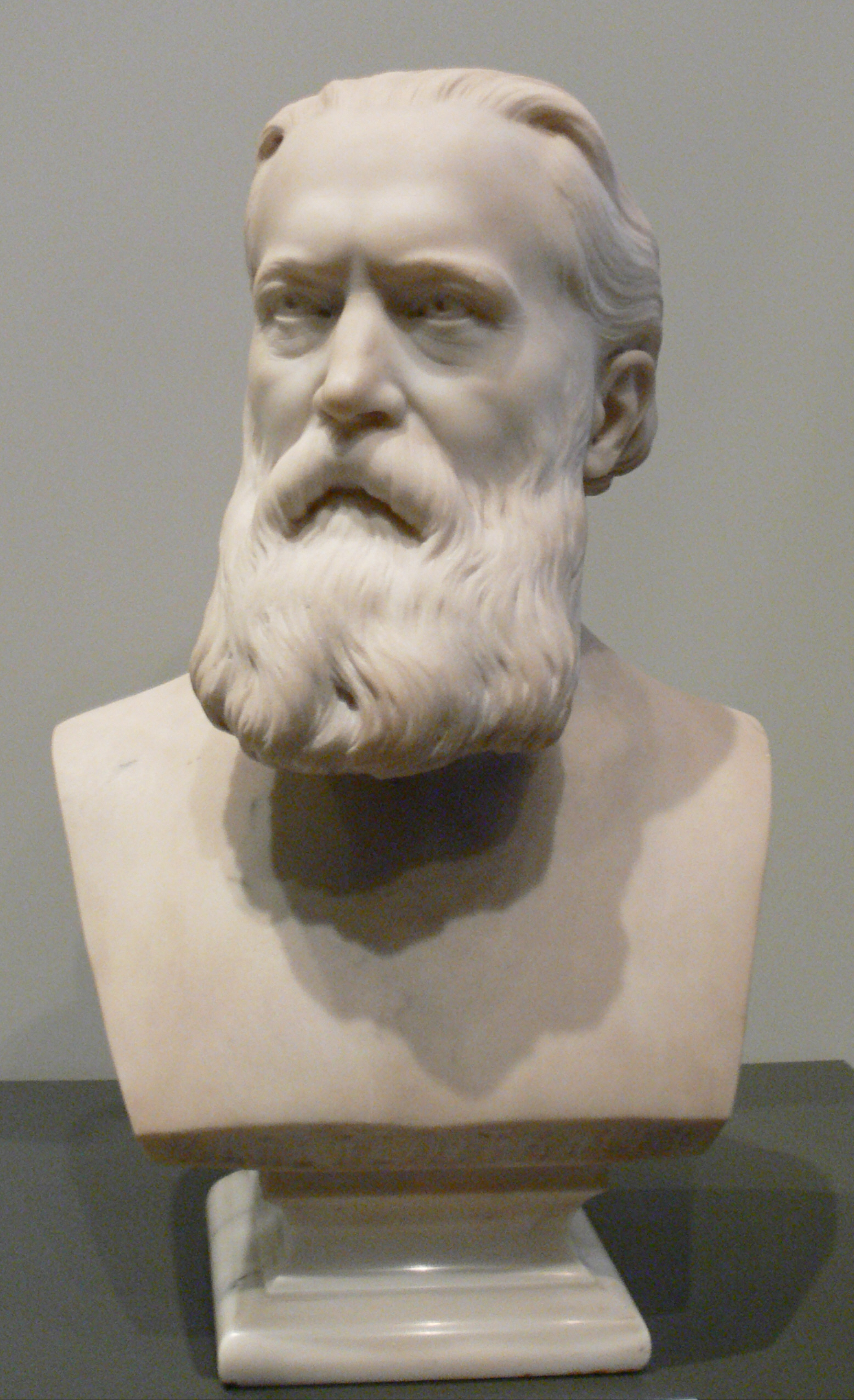
ディートリヒ・サミュエル・クロップによる胸像、1902年

ラインターラーはエアフルトに生まれた。彼に最初の音楽教育を施したのはマクデブルクの聖堂オルガニストだったアウグスト・ゴットフリート・リッターであった。ラインターラーは神学を学んだ後、アドルフ・ベルンハルト・マルクスの下で音楽の勉強に励み、1849年から1852年には国王の奨学金を得てパリとローマへ遊学した。
ラインターラーはブレーメン大聖堂と強い関わりを持っており、ここでブレーメン・ジングアカデミーの指揮者、合唱指導者を務めると同時に1857年からは聖堂のオルガニストとしても活躍した。1859年からは男声合唱団Liedertafelの団長に就任している。ヨハネス・ブラームスとは書簡のやり取りをする仲で、『ドイツ・レクイエム』のブレーメン公演に際してはラインターラーが責任者となった。また、1868年1月に行われたマックス・ブルッフ作曲『ヴァイオリン協奏曲第1番』の改訂版の初演では彼が指揮棒を握った。また、同年にはブレーメン芸術家協会（Bremer Künstlervereins）の副会長となっている。
その宗教的作品を眺めるとラインターラーがモーリッツ・ハウプトマンを手本としていたことが窺い知れる一方、彼の音楽語法は独特なものであり、管弦楽法にも優れた技術を有していたことがわかる。後年は車いす生活を余儀なくされ、彼が公の場に姿を見せる機会は減っていった。
ラインターラーはブレーメンに没した。

## 主要作品
- オラトリオ『Jephtha und seine Tochter』 2部構成
- オペラ『Das Käthchen von Heilbronn』 4幕構成
- 合唱作品
  - Fünf Sprüche und ein Weihnachtslied Op.50 （ブレーメン、Praeger & Meier）
  - Eile, Gott, mich zu erretten （詩篇70篇）
  - Frohlocket mit Händen, alle Völker （詩篇47篇） Op.18-2
  - Lobe den Herrn, meine Seele （詩篇103篇） Op.40
  - Lobet den Herrn, alle Heiden （詩篇117篇）
  - Meine Seele verlanget und sehnet sich （詩篇42篇）
  - Wenn der Herr die Gefangenen Zions （詩篇126篇）
- 交響曲 ニ長調 Op.12[2]